# Originea cancerului
În ciuda numeroaselor investigații în domeniul cancerului, nu s-a ajuns până la ora actuala (2018) la o părere unitară în ceeace privește natura acestei boli și originea ei (carcinogeneza, oncogeneza). Specialiștii din diferite domenii biomedicale (histopathologie, biologie moleculară, biologie celulară) au emis în cursul timpului o serie de ipoteze specifice, în general contradictorii. Cele mai cunoscute sunt teoria evoluției somatice în cancer (somatic evolution, engl) și teoria celulelor stem, iar mai recent teoria atavistică și teoria ciclului de viață reproductiv al cancerului. Se diferențiază astăzi între cancerul sporadic dobândit (majoritatea cazurilor) și cancerul familiar înăscut, cât și între cancere solide (tumori) și cancerul de sânge.  În cancerele solide carcinogeneza  pornește de la o singură celulă "bolnavă" ("celula de origine") care iese de sub controalele celulare normale, urmând un drum propriu, supus unor alte legi de organizare, dezvoltare si multiplicare. 

## Considerații histopatologice
Histopatologii au fost primii care au observat că celulele canceroase arată și se înmulțesc altfel decât celulele normale. Din punct de vedere al histopatologilor, tumorile timpurii au celule încă bine diferențiate, asemănătoare celulelor normale, în timp ce tumorile târzii prezintă celule ”slab diferențiate” sau ”nediferențiate”, adică forme celulare primitive sau imature, insuficient diferențiate, oprite undeva pe calea procesului de diferențiere. Există și ideia contrară, conform căreia cancerul ar fi un proces de retrodiferențiere  prin care celulele canceroase și-ar pierde aspectul fenotipic normal. Așadar, o serie de cercetători au crezut în trecut că celulele tumorale recapitulează stări celulare preliminarii și profiluri genetice individuale din dezvoltarea celulară normală. Cu alte cuvinte, celulele canceroase s-ar opri în stadii timpuri sau târzii ale dezvoltari celulare, fapt contestat astăzi de către geneticieni. Aceștia susțin că celulele necanceroase exprimă în cursul diferențieri un set de gene specifice aranjate într-un șablon coordonat și reproductibil (template, engl), în timp ce celulele canceroase conțin numai o parte din aceasta matriță de gene (subset, engl), și că aceste subseturi diferă de la o tumoare la alta, adesea chiar în cadrul aceleiași tumori. Formele de difernțiere ale celulelor canceroase sunt dezorganizate și aberante, fapt caracteristic tuturor tumorilor . Ideia precum că cancerul ar fi o reîntoarcere a diferențierii și că celulele tumorale recapitulează in reverso diferite stadii de dezvoltare, identice cu cele ale celulelelor normale, este astăzi abandonată.

## Considerații molecular biologice
În ultimile decade studiile de biologie moleculară au dominat studiile de biologia cancerului, ducând la concluzia ca rolul dominant în declanșarea bolii îl au multiplele mutații din genomul celulei. În asa zisa ”epoca mutațională” s-a considerat că o serie de mutații pot transforma gene normale în gene producătoare de cancer (cancer-causing genes, engl.) și că genele ce acumulează mutații ar fi ”gene de cancer”. S-a crezut multă vreme că o celulă normală are nevoie de numeroase mutații spre a deveni celulă canceroasă și că mutațiile ce produc cancer sunt de fapt multi- mutații, ce se acumulează în  genomul celulei, în decursul vieții. Cu câțiva ani în urmă se vorbea de aproximative 1.000 - 2.000 mutații legate de cancer. Alți cercetători au găsit până la 300.000 de mutații punctuale (point mutations, engl.) ca în cazul melanoamelor. Se vorbește de instabilitate sistemică și heterogenitate genetică.  În anul 2018 cercetătorii au redus numărul genelor legate de cancer la aproximativ 290 gene  , ceeace reprezintă un procentaj de aproximativ 1% din totalul genelor humane . Mulți cercetători consideră că aceste gene ”mutate” sunt cauzative în cancer, producând proteine ce stimuleaza formarea tumorilor (cancer-driving proteins, engl). În ultima vreme se pune însă din ce în ce mai des intrebarea, dacă genele mutate nu sunt în bună parte efectul și nu cauza cancerului. S-a deschis o nouă epocă în cercetarea cancerului, și anume perioada post-mutațională. 

### Ce sunt mutațiile si ce rol au ele în inițierea cancerului?
Mutațiile sunt alterări în structura secvențelor de ADN. Ele au loc în cursul replicării, fie prin imperechierea greșită a bazelor complementare (mispairings, engl), fie prin degradări funcționale, cauzate de substituția aminoacizilor în structura proteică sau prin scurtarea moleculei proteice. Mutații se pot produce de altfel și la nivelul inserției, deleției sau duplicării ADN-ului. În general erorile de replicare sunt frecvente și nedăunătoare, datorită enzimelor reparatorii ce le recunosc, le corectează sau le înlătură. Unele aberații de replicare scapă necorectate devenind permanente. Asemenea mutații spontane pot avea loc chiar și în condiții normale, fără de stres metabolic sau micromediu deteriorat prin radiații și chimicale genotoxice. Mutațiile afectează atât gene care suprimă în mod normal formarea tumorilor (tumor suppressor genes, engl) cât și genele de reparare a ADN-ului (DNA repair genes, engl) ambele active in desfășurarea ciclului celular normal, al mitozei și al diviziunii celulare. Genele suprimante sunt cele mai frecvent alterate în cancer. Dacă eroarea replicativă are loc la nivelul genelor reparatorii, numărul erorilor de replicare crește . În urma diviziunii celulei, nucleotidele  împerecheate impropriu persistă (mutații permanente), și folosesc drept matriță de replicare în următoarea replicare. Nu toate mutațiile au rol negativ. De altfel pare că nu există o legătură directă între mutații și cancer. Se cunoaște exemplul cancerului de pancreas, în care multe dintre mutațiile găsite în tumoarile pancreatice există și la persoane sănătoase, care nu fac niciodată cancer. În cercetarea cancerului există așadar două păreri diferite. Până de curând majoritatea cercetătorilor susținea că mutațiile somatice, acumulate în cursul proliferării celulare, duc la cancer  . Actualmente crește numărul acelora care cred că majoritatea mutațiilor în cancer sunt efectul și nu cauza  cancerogenezei (carcinogensis, engl.)  

### Mutații comune, seturi de gene și parcursuri genetice depistate în celulele tumorale
Plecând de la principiul heterogenității genetice și fenotipice, observate în tumori, și invocând considerentul cauzalității tumorale, se diferențiază astăzi între mutații carcinogene comune  (common driver mutations, engl), care conduc inițierea și evoluția diferitor forme de cancer, și mutații pasajere, care nu contribue la carcinogeneză      . Mutațiile comune au fost descoperite în aproximativ 20 de gene mutate. Există mutații frecvente (dominant common mutations, engl.) găsite în genele ce reglementează ciclul celular (TP53, CDKN2A) și în genele reparatorii de ADN (BRCA1, BRCA2, PALB2), în genele de deblocare a ADN-ului (DNA mismatch, engl) și în genele implicate în alte procese celular- vitale , cât și alte mutații carcinogene mai puțin frecvente. De aici s-a ajuns la ideea existenței unor parcursuri sau platforme genetice  (driver gene pathways, engl) . Parcursurile degradate (mutate) au fost descoperite pentru prima dată în cancerele de colon.  Fiecare dintre modificările histologice observate în adenoame, în cursul tansformării lor spre carcinom, este acompaniată de mutația unei gene specifice . Există subseturi de mutații care corspund unor anume tipuri de cancer și subseturi de gene care se corelează cu gradul de malignitate .          
Genele cauzale de tip TP53 sunt considerate drept o clasă de gene de mare potență si eficacitate, dar și exclusive în ceea ce privește reciprocitatea lor (high coverage genes, engl).  Mutațiile genei TP53 domină numeroase tipuri de cancer. O singură mutație a acestor gene poate compromite întreagul parcurs p53, respectiv întregul subset de gene. Exclusivitatea genei TP53 și a parcursului p53, se reflectă în faptul că ele nu cooperează  cu alte subseturi de gene și platforme de aceiași pondere, în timp ce alte platforme mutate cooperează între ele   .  În alte forme de cancer, parcursurile genetice comune cooperează cu parcursuri individuale. În carcinogeneza de tip BRCA au fost găsite 8 tipuri de seturi genetice mutate . Recent au fost descrise parcursuri universale selectate,  implicate în evadarea celulelor tumorale din corsetul proliferării celulare normale și în invadarea țesuturilor sănătoase . Biologii moleculari cred astăzi că, spre a putea transforma celula de origine într-o celulă canceroasă, e nevoie de un număr redus dar constant de gene selectate(2-11). 
Odată stabilit că genele cu mutații cauzale conlucrează în platformele/parcursurile de control   și că mutația unei singur gene e suficientă pentru a perturba iîntreaga platformă, s-a trecut la studiul modulelor carcinogene (driver modules, driver gene sets, engl) spre a înțelege mai bine felul în care lucrează platformele/parcursurile genetice. Se știe că într -un anumit tip de cancer, modulul conducător conține atât structuri comune cât și specifice, și că există asemănări și diferențe în ceea ce privește anomaliile genetice.

### Epimutațiile
Cercetătorii au stabilit că, în comparație cu țesuturile normale, tumorile conțin un mozaic de celule mutate, ce posedă nu numai modificări genetice dar și epigenetice. Celulele fiice moștenesc anomaliile genetice și epigenetice de la celula mamă, prin diviziune celulară (anomalii dobândite). Epimutațiile au loc prin metilarea ADN-ului, modificări histonice sau interferență de ARN . Multe dintre anomaliile genetice și epigenetice apar  în paralel cu proliferarea excesivă  a populației de celule mutate  .
Instabilitatea sistemică este considerată a fi factorul principal al heterogenității genetice (genetic heterogeneity, engl). Instabilitatea genomică provine în majoritatea cancerelor solide (cancer mamar, cancer de plămân, melanoame) atât din frecvența ridicată a mutațiilor, observată în toate secvențele ADN-ului genomic  , cât și din multiplele cicluri de progresie clonală și aclonală. Cel mai bine înțelese sunt modificările epigenetice din celulele tumorale, ce se produc dată fiind inactivarea genelor sau limitarea expresiei genetice (epigenetic gene silencing, engl), și anume prin metilarea nucleotidelor. Se crede chiar că schimbările aduse de metilare sunt mult mai frecvente decât însăși mutațiile. Se presupune că epimutațiile ar fi primar răspunzătoare de modificările ce au loc în cursul cancerogenezei (carcinogenesis, engl.) și progresiei maligne neoplazice. Pierderea expresiei genetice în cancer (inactivarea genelor) e de zece ori mai ridicată (10x), dată fiind transcripția proteică, fată de mutațiile propriuzise . Inactivarea prin transcripție (transcriptional silencing, engl) pare a fi așadar mult mai importantă decât mutația genetică per se, în special  în progresia cancerului. În cancerul colorectal au fost descoperite aproximativ 600-800 gene inactivate transcripțional . În afara represiei transcripționale, genele pot fi afectate și prin alterarea expresiei microARN-ului. 

### Rețelele genetice reglatorii
Termenul de diferențierea celulară -  introdus inițial de embriologi - arată de fapt felul în care dezvoltarea fenotipică și funcțională a celulelelor embrionale este reglementată de rețele genetice reglatoare GRN (gene regulatory networks,, engl). Dezvoltarea și diferențierea celulelor se realizează prin programe complexe, controlate de seturi specifice de gene, care reglementează expresia genetică și epigenetica, și care - la rândul lor - se află sub influență semnalelor moleculare din interiorul sau exteriorul celulei (signaling molecules, engl). Aceste semnale stabilesc care dintre procesele moleculare trebuesc îndeplinite și care nu . Proteinele ce reglementează transcripția se numesc factori de transcripție (transcripte sau transcriptom). Transcriptele sunt determinante în privința tipului, a stărilor intermediare și a soartei celulare . O singură rețea GRN din genom produce o anumită expresie genetică, ce duce la o anumită stare celulară. Fiecare stare celulară depinde de expresia genelor pe care le determină rețeaua  GRN. În condiții normale, celula nu este liberă să ia orice hotărâre, decizii la întâmplare nu se pot realiza atâta vreme cât rețeaua genetică GRN este intactă.  O rețea GRN  intactă duce la stabilitate fenotipică și genetică  .

### Si ce duce atunci la cancer?
În ciuda numeroaselor progrese de biologie moleculară, există voci care pun sub semnul întrebării rolul mutațiilor în  inițierea cancerului, fără a contesta însă rolul lor în formarea tumorilor maligne (tumorigenesis, engl.) . Cercetătorii moleculari consideră că trecerea de la normalitate la malignitate nu e încă înțeleasă pe deplin, și susțin, că în inițierea cancerului intervin o serie de mecanisme arhaice puțin cunoscute. Ca atare, cancerul nu poate fi o boală genetică propriu- zisă, ci mai mult o boală a comportamentului celular, în care - spre a- și asigura supraviețuirea proprie și pe cea a urmașilor ei -  o celulă specific alterată (celula de origine a cancerului) părăsește normalitatea organismului uman, orientându-se spre o altă evoluție.            

#### Distrugerea ordinei moleculare din rețelele reglatoare GRN
Se știe că numai aproximativ 1-2% din genomul uman codifică  proteine și restul nu (98-99%). Cercetători actuali consideră că această parte a genomului conține elemente reglatorii, care reglementează activitatea unei gene fie în sus, fie în jos (up and down regulation, engl.) . Există mii și sute de mii de zone funcționale în genom ( non coding genome portions, engl) care controlează expresia genelor și aproximativ trei milioane de regiuni reglatorii în ADN cu aproximativ 15 milioane de puncte de legătură (binding sites, engl) care produc proteine reglatoare (factori de transcriptie), controlând astfel expresia genelor. Ele formează așa numită "materie neagră " a  genomului  (dark matter genome, engl.)  .Studiile au arătat că distrugerea acestor rețele reglatorii are un efect enorm asupra funcțiilor celulare, depășind  cu mult efectul unei gene distruse; autorii consideră că  genomul necodificabil, distrus în proporție de 10-20%, perturbă celula în mod deosebit (vezi not nr. 38). Pentru aceste considerente unii cercetători privesc cancerul drept un program reglatoriu și epigenetic, care - impus unei celule - duce la instabilitate genetică și genomică.

#### Inactivarea  genelor tumorale de origine multicelulară și activarea genelor "cancerigene" de origine unicelulară
In anul 2017 un grup de cercetători australieni  a reușit să cartografieze 17.318 gene umane într-un arbore genealogic evoluționar, stabilind pe această cale "vârsta evoluționară" a genelor umane. S-a stabilit că în genomul uman există gene filogenetic înrudite cu genele vechilor ancestori unicelurari (gene UC) și gene filogenetic înrudite cu genele ancestorilor multicelulari, mai tineri (MC). În celula umană genele de origine unicelulară și multicelulară se află într-un  echilibru controlat (UC:MC) și reglementat de 12 gene de control, legate funcțional între ele. S-a descoperit că genele UC sunt super-stimulate în tumori (up-regulated, engl), în timp ce genele MC sunt pe deplin inactivate. S-a conchis că cele 12 gene de control au un loc major în cancerogeneză si formarea tumorilor.   
În ultimii 10-12 ani o serie de cercetători au emis ipoteza conform căreia cancerul rezultă dintr-un proces atavistic, și  anume prin activarea unor programe celulare primitive, bine conservate în genom, care formează populații celulare cu fenotipuri moleculare și dinamică asemănătoare cu cea a organismelor unicelulare .  Genele atavice bine conservate în genom ar fi chiar cele care asigură rezistența  celulelori tumorale fața de tratamentele cu radiații și medicamente genotoxice .

## Considerații de biologie celulară

### Organisme unicelulare și ciclurile lor de viață
Biologia celulară a făcut în ultimii ani o serie întreagă de progrese fascinante în ceeace privește biologia organismelor unicelulare. Unul dintre remarcabilele obiecte de studiu a fost amiba intestinală Entamoeba invadens, un organism parazit redus la proprietățile fundamentale ale celulei eucariotice. Trăind în intestin, această amibă este bine adaptată la gradientele intestinale de oxigen, cu concentrații de oxigen între 0,1% și 5,5 - 6,0% O2 (de la anaerobioză până la aerobioză moderată ) . Cercetările recente au dovedit că celula amibiană este capabilă de diviziuni celulare simetrice și asimetrice - în funcție de conținutul de oxigen ambiant  -   și că poate trece de la o stare la altă. Entamoeba invadens cunoaște atât diferențierea celulară cât și calitatea de stemness,  ambele moștenite de la ancestorul eucariotic comun. Toate aceste caracteristici sunt comune și celulei umane, înainte și după cancerogeneză. Entamoeba are un ciclu de viață care pornește de la un chist și se termină cu un alt chist, producător de 8 celule fiice (chist reproductiv), trecănd printr-o serie de stări celulare fenotipic si genotipic diferite, unele aproape anaerobe, altele moderat aerobe. Celulele fiice generate de chistul reproductiv formează o populație de celule stem  și aceste celule stem primitive (vezi Fig. 2 din articolul "Celule Stem")  pot diferenția o sublinie celulară reproductivă (producătoare de noi chiști) și o sublinie somatică, care nu produce chiști, dar care în condiții de stres metabolic/ fiziologic pot de asemenea închista, exprimând capacitatea lor tacită de diferențiere celulară  . Modelul primitiv al amibei, moștenit de la ancestorul comun, s-a conservat și în genomul uman, sub forma de module genetice, seturi de gene si parcursuri (platforme) atavice.   

### Celula de origine în cancer
Nimeni nu a văzut acea celulă inițială, demonstrată genetic ("celula de origine a cancerului") și nimeni nu cunoaște exact nici ceea ce se intâmplă cu ea și nici cu progenia ei, cu alte cuvinte cum se ajunge după transformare la populațiile canceroase primare, pre-cancerigene. Si totuși există asemănări surprinzătoare între cele două sisteme, respectiv populația unicelulară de tip amoebian și populația canceroasă clonală care - imitând modul de organizare si diferențiere al populațiilor unicelulare - duce în final la structuri tumorale . Există o serie de indicii, care arată că "celula de origine" este o celulă aflată sub o stare de impact, care nu poate depăși starea  G1 timpurie ( faza incipientă a ciclului celular) și nici continua ciclul. Spre a se salva, celula blocată mitotic reactivează un parcurs genetic unicelular-atavic, conservat în genomul uman. Prin reactivarea platformei genetice conservate, celula amitotică face un bypass în jurul mitozei, formând o structură chistică reproductiv-hiperpoliploidă, numita aCLS (atavistic cyst like structure, engl)  sau PGCC (polyploid giant cancer cell, engl.) producătoare de numeroase celule fiice (microcelule) cu calitate de celule stem (stemness) .    

### Chistul reproductiv și ciclurile de viață repetitive în cancer
Sub titlul "Polyploid giant cancer cell from breast - Stock image C030/ 3384 " se poate viziona în internet o minunată imagine fluorescentă  a celulei de tip PGCC pusă la dispoziție de către University of Pittsburgh Cancer Institute/ NAȚIONAL CANCER INSTITUTE/SCIENCE PHOTO LIBRARY.  Este vorba de o celulă poliploidă " uriașă " și multinucleată  descrisă de autori ca un tip de celulă canceroasă cu rol în invadarea țesuturilor învecinate și formare de metastaze, atât în cancerele recurente, cât și după tratamentul genotoxic (radiații și chemoterapeutice). O rețea de fibre de actină îmbracă celula multinucleată la exterior, așa cum fac și filamentele din structura peretelui chistului de protozoare. Asemenea structuri enigmatice au fost descrise în majoritatea formelor de cancer, de expl. cancerul mamar , cancerul colorectal   , cancerul de ovare  , carcinomul naso-faringeal , glioblastome  și glioame , de asemenea în fibroblaste de origine animală și în populații de celule tumorale - cu deficit de p53 - tratate genotoxic  . S-a observat că acești pseudo-chiști dau naștere prin depoliploidizare și micro-celularizare la numeroase celule fiice, denumite inițial "Raju cells"   și că celulele fiice generează noi pseudo-chisti PGCC, "inchistarea" fiind în cancer ciclică și repetitivă . Numeroși autori au descris acești pseudo-chiști  în cancerul timpuriu cât și în recurența        , fară să ințeleagă însă pe deplin primordialitatea rolului lor. În recurența post-genotoxică s-a preluat noțiunea de "ciclu de viața", folosită in lumea protozoarelor .  

### Celulele stem și diferențierea subliniilor celulare
În modelul unicelular al amibei, celulele fiice produse de chistul reproductiv au funcție de celule stem . Populația de celule stem este puțin numeroasă și formată din celule auto-reproductive (self -renewing, engl) și celule în stare de repaus G0, în urma diviziunilor asimetrice. Linia celulelor auto-reproductive rămâne așadar constantă. La amibe, populația celulelor stem este relativ anaerobă și sensibilă la stimuli de oxigen din micromediu, care pot transforma celulele stem (vezi Fig. 2 din articolul Celule Stem) într -o sublinie reproductivă ACD+, producătoare de noi forme chistice ( autonomous cyst differentiation, ACD , engl.) și o sublinie somatică, neproducăoare de chiști (ACD-). Spre deosebire de celulele somatice ACD-, celulele liniei reproductive ACD+ închistează în culturi optimale în mod autonom, ciclic și repetitiv. Amibele somatice iși pot shimba  în cursul bolii (boală numită amibiază) atât fenotipul cât și genotipul, în special  în legătură cu virulența și agresivitatea anti hepatică. Fenomenul este cunoscut sub numele de plasticitate celulară . 
Modelul unicelular- clonal este preluat în formă repetitivă și în cancer . Organizarea unicelular-clonală persistă  de la inițierea cancerului  până la cancerizare și recurență. Celulele fiice generate de pseudo-chistii aCLS își mențin rolul de celule stem, producând atât sublinia reproductivă aCLS+ (producătoare de chiști), cât și o sublinia somatică aCLS- (neproducătoare). Ambele sublinii sunt analoage cu subliniile ACD+ și ACD- ale unicelularelor. Celulele aCLS+, ce există în raport de 1-2% in populațiile de celulele canceroase, sunt tumorigene, dând naștere în animale la tumori, pe când celulele somatice aCLS- nu sunt tumorigene. După tratamente genotoxice unele celule reproductive aCLS+ supraviețuiesc, în timp ce marea majoritate a celulelor somatice aCLS- sunt distruse. Facultativ unele celule somatice se pot transforma în celule reproductive aCLS+, formând noi structuri chistice și apoi noi celule fiice, de tip stem, capabile să ducă la metastaze.  Modelul unicelular contrazice ipoteza clasică despre proveniența celulelor stem in cancer (CSC), care susține că acestea ar proveni din celule stem normale (vezi articolul "Cancer Stem Cells", Wikipedia, în l. engleză)  Asemănările dintre celulele stem de tip unicelular si pluricelular sunt datorate  originei lor evolutive comune.  În modelul unicelular-clonal, toate tipurile de celule, ce decurg din structurile pseudochistice, formează în sens larg vorbind, o  întrega familie de celule stem . Această  familie include și acele celule somatice ce exprimă potența lor de diferențiere, asa-zisele celule stem facultative. 

### O noua ordine biologică: De la un sistem de organizare superioară la un sistem unicelular simplu și robust; Conflictul sistemelor
Cu alte cuvinte: în procesul de transformare oncogenă, una dintre celulele organismului multicelular, ajunsă la un punct critic în ceea ce privește funcționalitatea si proliferarea ei (celula blocată mitotic),  trece din sistemul de organizare și control al multicelularelor în sistemul de organizare și control unicelular-arhaic . Este foarte probabil că genele răspunzătoare de blocajul mitotic, cât și genele ce asigură ieșirea din sistemul multicelular (respectiv căderea în sistemul unicelular) sunt adevăratele gene carcinogene comune ("common driver genes"). În genomul celulei transformate are loc apoi o luptă continuă între cele două sisteme. Platforma unicelular-arhaică, mai robustă decât rețeaua multicelulară, câștigă partida, reglementând în final ea singură proliferarea, diferențierea și intregul ciclul de viață unicelular, impus populației oncogene. Platforma unicelulară reglează producția de noi linii de celule stem, rezistente la radiații și chemoterapeutice.  Pe parcursul bolii, heterogenitatea genetică crește, anomalile în replicarea ADN-ului (mutațiile) devin din ce în ce mai numeroase, și un număr din ce in ce mai mare de gene multicelulare implodează, fenotipurile celulare devin din ce în ce mai aberante.